# Перлівка трансильванська
Перлівка трансильванська або перлівка трансільванська (Melica transsilvanica) — вид трав'янистих рослин родини тонконогові (Poaceae), поширений у Європі, й помірній Азії.

## Опис
Багаторічна рослина (30)55–90(100) см заввишки. Волоть густа, майже колосовида, з рівномірно розташованими навколо осі колосками, 5–11 см завдовжки, 10–15 мм завширшки. Колоски 5–7 мм довжиною, блідо-зелені або б. м. фіолетові. Піхви шорсткі від спрямованих вниз шипиків або у нижніх листків довговолосисті. Стебла 2–3 мм в діаметрі. Листові пластинки зазвичай плоскі, 10–20 см × 3–6 мм, нижня поверхня шорстка, верхня поверхня запушена; лігула 2–5 мм. Пиляки 0.6–1.2 мм; верхня квіткова луска коротша, ніж лема. 2n = 18.

## Поширення
Європа: Швеція, Австрія, Чехія, Німеччина, Угорщина, Польща, Словаччина, Швейцарія, Молдова, Росія, Україна (вкл. Крим), Албанія, Боснія і Герцеговина, Болгарія, Хорватія, Греція (вкл. Крит), Італія (вкл. Сицилія), Македонія, Чорногорія, Румунія, Сербія, Словенія, Франція; Азія: Іран (пн.), Туреччина, Вірменія, Азербайджан, Грузія, Росія, Казахстан, Киргизстан, Таджикистан, Туркменістан, Узбекистан, Китай (Синьцзян). Населяє широколистяні ліси, степові пагорби, сухі місця; від рівнини до 2000 м н. р. м..
В Україні зростає в заростях чагарників, на лісових галявинах і узліссях, у розріджених освітлених широколистяних, змішаних, соснових, ялівцевих і ялівцево-дубових лісах, уздовж доріг, в полезахисних лісових смугах — у Лісостепу і Степу досить часто; у гірському Криму та Закарпатті зрідка. Входить у переліки видів, які перебувають під загрозою зникнення на територіях Житомирської, Закарпатської, Київської, Львівської областей.

## Галерея

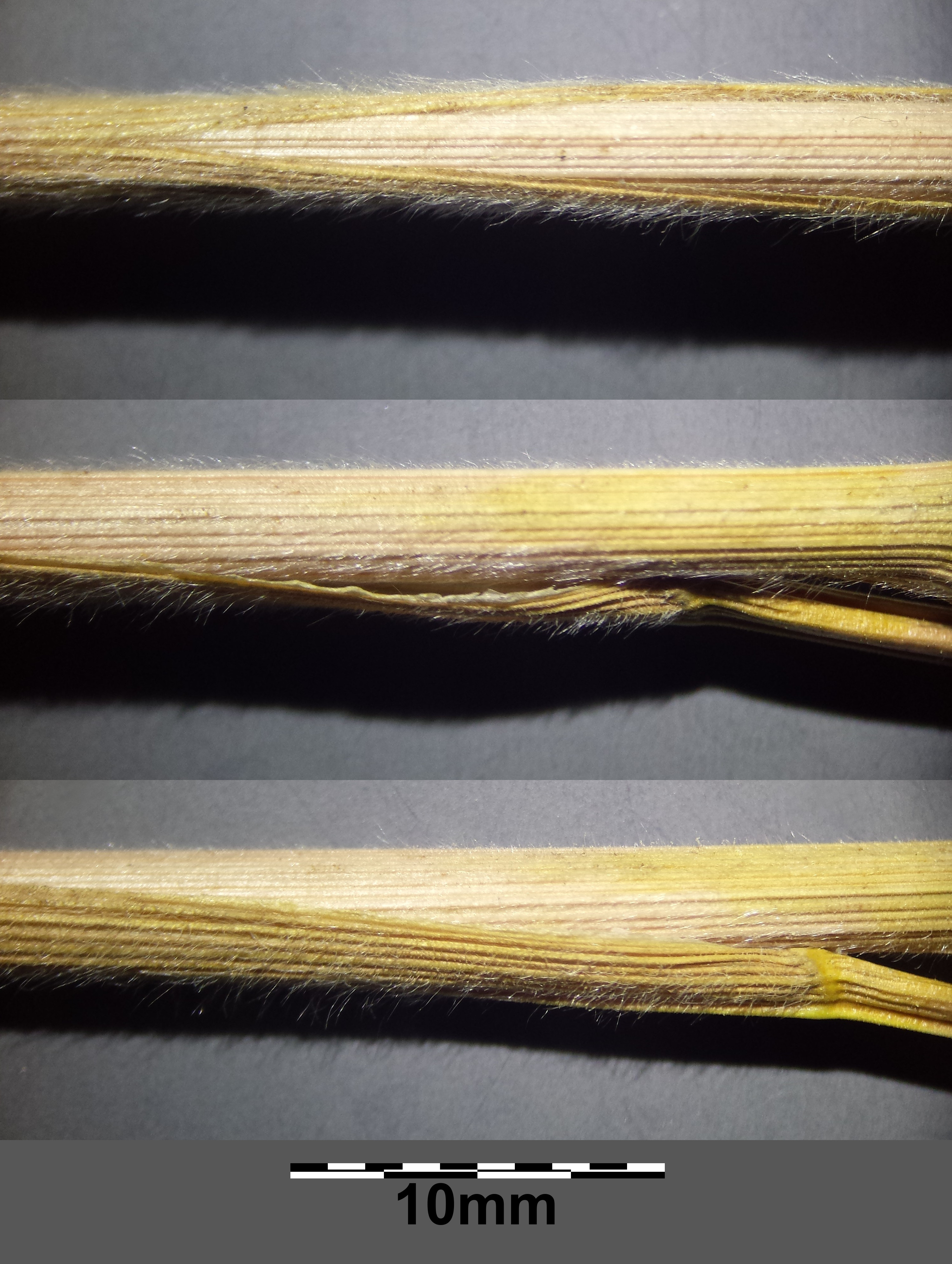
листові піхви щільно волохаті
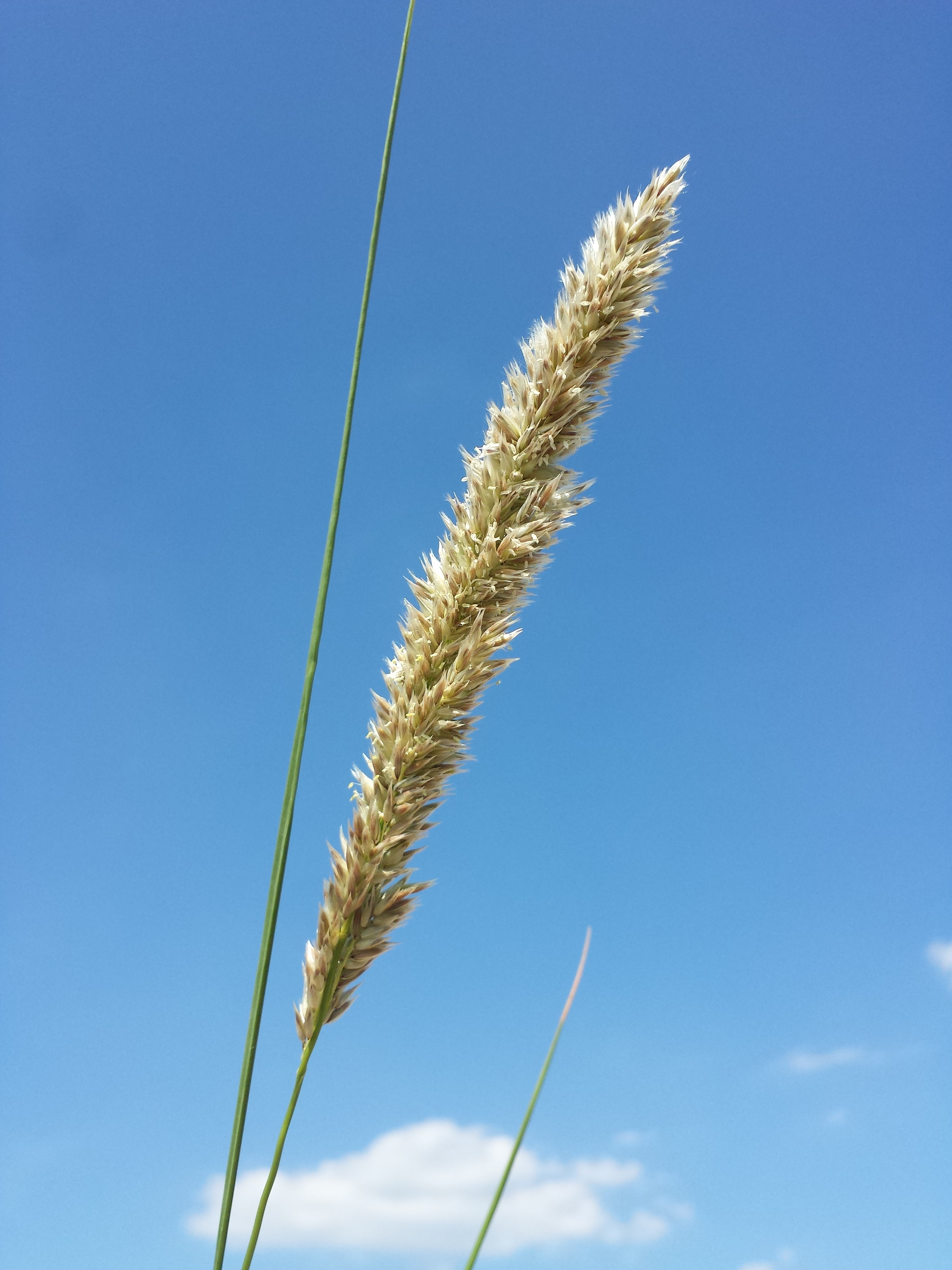
волоть
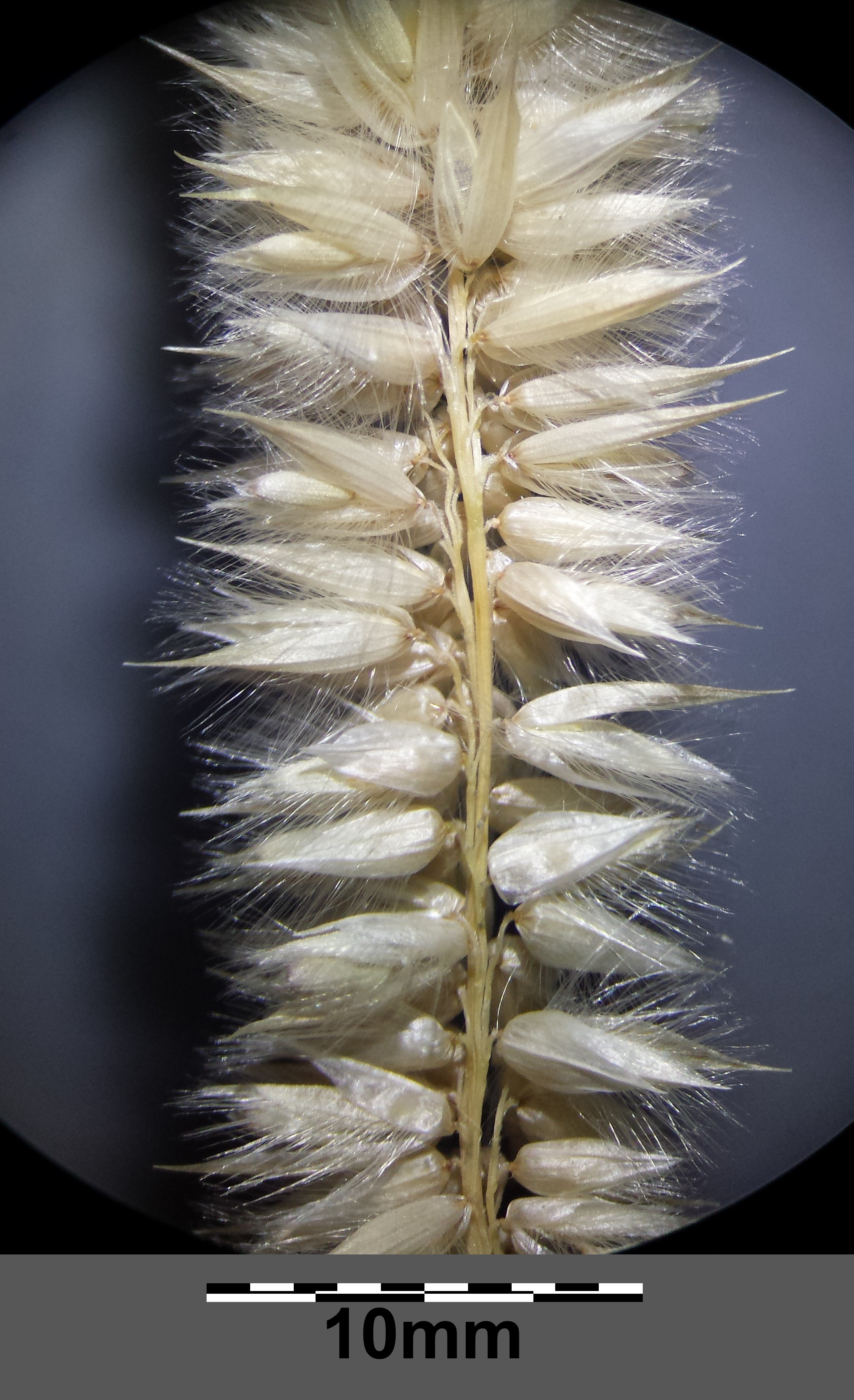
волоть
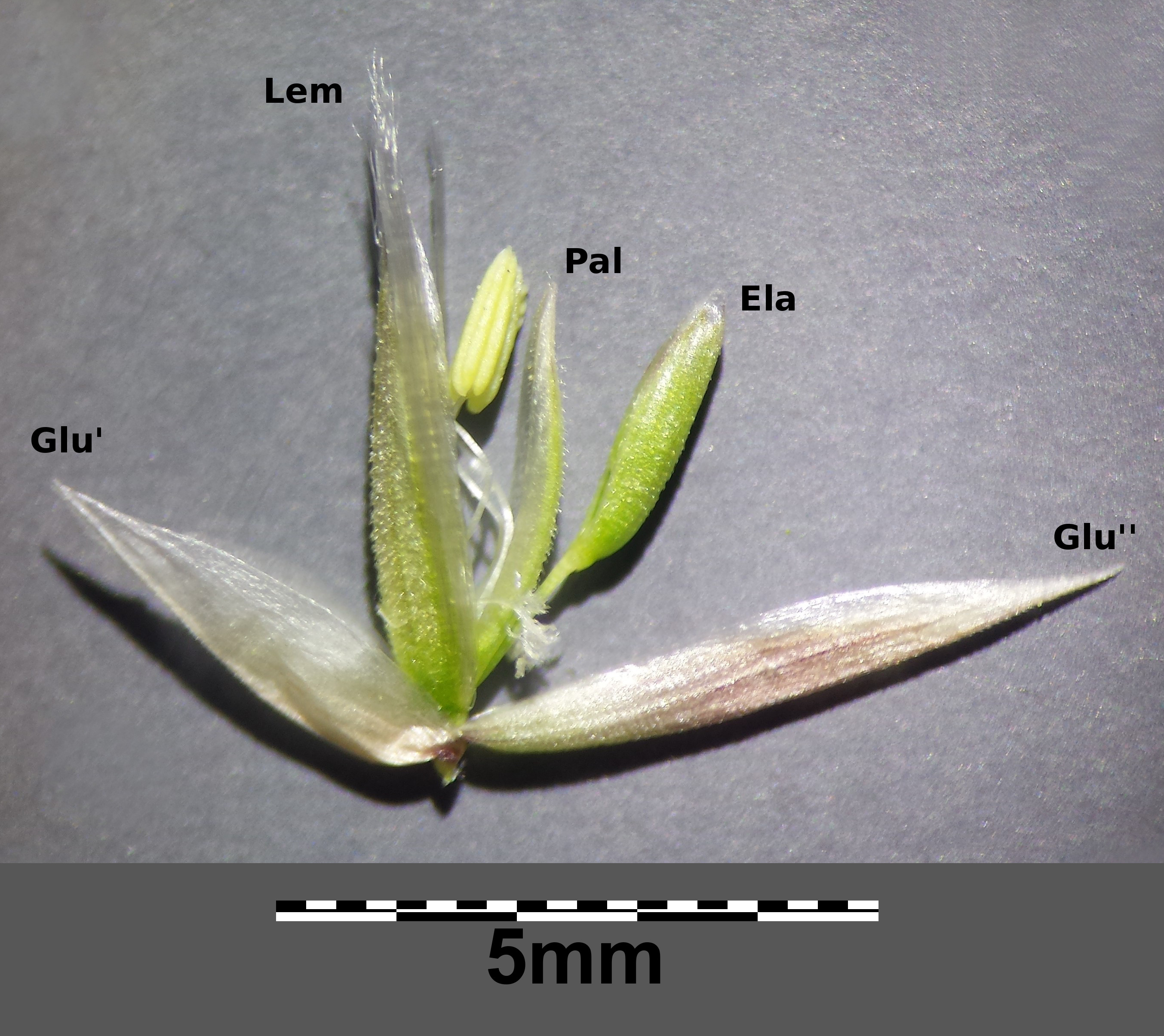
колосок: Glu = колоскові луски (верхня й нижня), Lem = нижня квіткова луска або лема, Pal = верхня квіткова луска, Ela = елайосома (м'ясиста структура, прикріплена до насіння)